# Marjaliisa Abrahamsson
Marjaliisa Abrahamsson, född 1946, är en svensk barnmorska och socialarbetare, som 1979 gav ut boken Snittet på Rabén & Sjögren.
Verket är en kritik av svensk förlossningsvård, en kritik som skildras genom att Abrahamsson berättar om sitt eget kejsarsnitt. Hon jämför förlossningsvården i Finland och Sverige, där hon födde sitt första respektive tredje barn, och menade att man i den finska blev "omhändertagen av en erfaren och varm barnmorska", medan man i den svenska mödravården behandlas enligt en "löpande band-princip".
Boken kretsar kring det akuta kejsarsnitt som Abrahamsson tvingades till, och hennes behov av att hantera det mentalt efteråt. Verket recenserades i de stora svenska dagstidningarna, bland annat i Svenska Dagbladet. Inom litteraturvetenskaplig forskning anses boken Snittet skildra "centrala existentiella upplevelser, där [Abrahamssons] identitetsproblematik blir akut."